# Mot patrimonial
Un mot patrimonial, mot hereditari o mot popular (per castellanisme, paraula patrimonial) és aquell que, present en una llengua, ve directament de la predecessora i ha passat per una evolució històrica. Generalment, ha experimentat canvis fonètics i canvis semàntics que el distingeixen de cultismes, semicultismes o cognats.
En català i la resta de llengües romàniques, es consideren mots patrimonials els provinents del llatí vulgar. De fet, el lèxic patrimonial constitueix la major part del vocabulari del català.
Quan un mot en la llengua original produeix un mot patrimonial i un mot culte, el conjunt de tots dos s'anomena doblet lingüístic. Aquest pot ser de caràcter sintàctic o fonètic. Un exemple de doblet en català és càtedra-cadira, en què càtedra és un cultisme pres del llatí cathĕdra —per això hi manté més similitud— i cadira, del mateix ètim, ha anat transformant-se a partir de la forma original.